# چشمه آبگرم آسک
 چشمه آبگرم آسک  یکی از نقاط دیدنی استان هرمزگان در جنوب ایران است. 
چشمه آبگرم آسک در شمال  روستای باورد قرار دارد . فاصله روستای باورد تا محل چشمه در حدود۵کیلومتر است  مظهر چشمه در شکاف آهکی مازنی جای دارد . چشمه در اثر عوامل تکنو نیک صفحه‌ای ردیف آبهای گوگردی، سولفات، کلسیم همراه با منزیم و کلور، سدیم و لرم می‌باشد .

## منبع
- زنده دل، دستیاران، حسن. (مجموعه کتابهای راهنمای جامع ایرانگردی استان هرمزگان)  ج۱. چاپ وانتشار سال ۱۹۹۸ میلادی.